# Helavadites nanus
Helavadites nanus är en skalbaggsart som först beskrevs av August Reichensperger 1939.  Helavadites nanus ingår i släktet Helavadites och familjen stumpbaggar. Inga underarter finns listade i Catalogue of Life.